# Symphurus insularis
Symphurus insularis är en fiskart som beskrevs av Munroe, Brito och Hernández 2000. Symphurus insularis ingår i släktet Symphurus och familjen Cynoglossidae. Inga underarter finns listade i Catalogue of Life.